# Gare Loch
Le Gare Loch ou Gareloch (en gaélique écossais : An Gearr Loch) est un loch situé en Argyll and Bute, Écosse.

## Géographie
Le Gare Loch est axé nord-sud et mesure 10 kilomètres de long pour une largeur moyenne de 1,5 km. À son extrémité sud, il s'ouvre dans le Firth of Clyde.
Le village de Helensburgh se trouve sur la rive orientale. Rhu, au nord de Helensburgh, dispose d'un port de plaisance. Plus au nord, la rive orientale est dominée par la Base navale de Faslane, la base de sous-marins nucléaires Trident du Royaume-Uni. Le loch a été le site d'une importante base navale pendant la Seconde Guerre mondiale et a été utilisé pour stocker les navires mis hors service dans les années 1950. Un chantier de démolition navale s'y trouvait et a cessé son activité dans les années 1980, il a été absorbé dans la base navale.